# Bára Gísladóttir
Bára Gísladóttir (21 de noviembre de 1989) es una música y compositora islandesa. Sus obras han sido interpretadas tanto por grupos de cámara como por orquestas sinfónicas, incluyendo la Orquesta Sinfónica Nacional de Dinamarca. Ha tocado el contrabajo en la Orquesta Sinfónica de Islandia y cantado con el Coro Hamrahlíð.

## Discografía

### Álbumes
- Different Rooftops (2015)
- B R I M S L Ó Ð (2016)
- Mass for Some (2017)
- HĪBER (2020)
- SILVA (2023)